# Jean Guillaume
Jean Guillaume (Fosses-la-Ville, 1918-2001) escritor belga en valón. Investigó esta lengua y recopiló poemas walones en francés en Œuvres Poétique Wallonnes.

## Obra
- Djusqu' au solía (1947)
- Gregnes d' awousse (1949)
- Aurzîye (1951)
- Œuvres Poétique Wallonnes (1989)
- Padrî l's-uréyes (póstumo) (2001)